# Hjemmelskravet
Hjemmelskravet (udspringer af legalitetsprincippet) er et juridisk begreb, der bl.a. har betydning i forvaltningsret. Det betyder at enhver forvaltningsmæssig afgørelse skal have hjemmel i lov eller retssædvane (når der træffes en konkret afgørelse, kan det ske efter en instruks, der er udstedt med hjemmel i en lov). Derudover spiller hjemmelskravet en stor rolle i mange andre sammenhænge, for eksempel skal der som hovedregel være klar hjemmel i lov, før en person kan straffes. Andre steder støder man på krav om dobbelthjemmel, dette gælder for eksempel ved finansloven, hvor bevillinger kræver hjemmel i både den materielle lovgivning (fx i love der beskriver hvem der har ret til kontanthjælp og hvilke kriterier man skal opfylde), samt i finansloven (som beskriver hvilke udgifter forvaltningsmyndigheden kan afholde).
Hjemmelskrav kan være skærpet i nogle tilfælde eller lempet i andre tilfælde. Et lempet hjemmelskrav kan forekomme, hvis der er tale om interne retningslinjer.